# Катцензе
Катцензе (нем. Katzensee, алем. нем. Chatzesee) — озеро в кантоне Цюрих.
Озеро расположено на границе Района 11 Цюриха и города Регенсдорфа.
Площадь водной поверхности — 36 га, глубина до 8 м. Расположено Катцензе на высоте 439 м над уровнем моря. Озеро включает в себя два водоёма, Верхнее и Нижнее Катцензее, имеет болотистые берега, за исключением южной части. В 760 м к востоку расположено маленькое озеро Бюзизе, включаемое жителями в состав группы Кошачьих озёр (кот, кошка и котёнок). Интересно, что происхождение названия при этом не связано с кошачьими. Первоначально озеро называлось Каттензе от алеманского имени Хатто/Катто.
Верхнее и нижнее озера обязаны своим появлением морене ледникового периода, тогда как Бюзизе — искусственный водоём, созданный при осушении территории во время строительства автомагистрали.
Зимой выход на озеро ограничен, за исключением редких лет, когда Катцензе полностью замерзает и толщина льда превышает 10 см.
На южном побережье расположен Seebad Katzensee — популярное место отдыха среди горожан c бесплатным пляжем.

## Галерея
- Озеро на закате в августе
- Озеро в конце мая
- Нижнее и верхнее озёра с высоты птичьего полёта
- Болотистый берег, поросший лесом